# Midas'ın Kulakları
Midas'ın Kulakları (en turc Les orelles de Mides) és una òpera en llengua turca composta pel compositor turc Ferit Tüzün, i basada en la obra de teatre homònima de l'escriptor Güngör Dilmen, també turc. Es tracta d'una història al voltant del rei Mides de Frígia.